# Альтеративные процессы (патологическая анатомия)
Альтерати́вные проце́ссы (альтера́ция, повреждение, процессы повреждения) — совокупность нарушений метаболизма и деструктивных изменений в клетках и тканях организма.
Альтеративные процессы в каждом конкретном случае могут быть представлены только нарушениями метаболизма без некроза или сочетанием дегенеративных и деструктивных изменений.
Этимология. Термин происходит от лат. alteratio — изменение.

## Классификация
I. Дистрофические (дегенеративные, дисметаболические) процессы
1. Паренхиматозные дистрофии
- Паренхиматозные диспротеинозы
- Паренхиматозные липодистрофии
- Паренхиматозные углеводные дистрофии

2. Стромально-сосудистые (мезенхимальные) дистрофии
- Стромально-сосудистые диспротеинозы
- Стромально-сосудистые липодистрофии
- Стромально-сосудистые углеводные дистрофии

3. Смешанные дистрофии
- Нарушения обмена сложных белков
- Минеральные дистрофии.

II. Деструктивные процессы
1. Клеточная гибель
- Апопто́з
- Онко́з («некроз клетки»)

2. Изолированное разрушение межклеточного вещества
3. Некро́з
4. Разрушение тканей мёртвого тела (постморта́льная деструкция).

## Дистрофические (дегенеративные) процессы
Любые нарушения метаболизма в патологической анатомии называют дистрофи́ческими (дегенерати́вными) процессами. Классифицируют дистрофии по различным принципам:
I. По локализации изменений в органе
1. Паренхиматозные дистрофии — нарушения обмена веществ в паренхиматозных клетках органа
2. Мезенхимальные (стромально-сосудистые) дистрофии — нарушения метаболизма в строме органов и в стенках сосудов
3. Смешанные (паренхиматозно-стромальные) дистрофии.

II. Биохимический принцип
1. Диспротеино́зы — нарушения обмена белков (протеинов)
2. Липодистрофи́и (липидо́зы) — нарушения обмена жиров (липидов)
3. Углеводные дистрофии — нарушения обмена углеводов (карбогидратов)
4. Минеральные дистрофии — нарушения обмена минеральных веществ (кальция, железа и т.п.).

III. По распространённости процесса
1. Генерализованные (распространённые) дистрофии
2. Местные (локальные, регионарные) дистрофии.

IV. Наличие наследуемого дефекта гена и время развития процесса
1. Наследственные дистрофии — нарушения метаболизма, в основе которых лежит наследуемый дефект гена (генов)
2. Приобретённые дистрофии — дистрофии ненаследственного характера (развиваются как в постнатальном онтогенезе, так и во внутриутробном периоде)
3. Врождённые дистрофии — нарушения обмена веществ, возникшие внутриутробно (могут быть наследственными или приобретёнными).

V. Патогенетический принцип
1. Ферментопати́и (энзимопати́и) — дистрофии вследствие нарушения функции тех или иных ферментов
2. Тезаурисмо́зы («болезни накопления») — наследственные заболевания, при которых происходит накопление какого-либо вещества из-за отсутствия или дефекта метаболизирующего его фермента
3. Дисциркуляторные дистрофии — нарушения обмена веществ вследствие нарушения кровообращения
4. Нейрогенные дистрофии — дистрофии, развивающиеся при нарушении иннервации органа
5. Эндокринные дистрофии — дистрофии вследствие нарушения продукции гормонов железами внутренней секреции.

VI. Изменение концентрации продукта нарушенного обмена
1. Кумуляти́вные дистрофии — дистрофии, сопровождающиеся накоплением продукта нарушенного обмена
2. Резорбти́вные дистрофии — дистрофии, при которых в тканях уменьшается содержание каких-либо обычных для них веществ.

VII. Обратимость процесса
1. Паранекро́з — обратимый дистрофический процесс
2. Некробио́з — необратимое дистрофическое изменение, завершающееся разрушением тканевых структур.

## Паренхима и строма органа
В любом органе можно выделить два структурно-функциональных компонента — паренхиму и строму.
Паренхима — совокупность клеток, обеспечивающих специфические функции органа. Так, паренхима печени образована в основном гепатоцитами и холангиоцитами, паренхима миокарда — кардиомиоцитами, органов ЦНС — нейронами и т.п. В некоторых органах паренхима представлена несколькими типами клеток: например, паренхиматозными элементами кожи являются эпидермоциты, клетки волосяных фолликулов, сальных и потовых желёз; паренхиму почек образуют эпителиоциты листков капсулы клубочка, канальцевый эпителий, эпителий собирательных трубок, эндокринные клетки, переходный эпителий чашечек и лоханки.
Необходимо различать два внешне сходных понятия: «паренхима органа» и «паренхиматозный орган». «Паренхима органа» — понятие микроморфологическое. Термин «паренхиматозный орган» используется в описательной макроморфологии и обозначает любой орган, не имеющий полости («неполый орган»), например, печень, селезёнка, поджелудочная железа, большие слюнные железы.
Строма — волокнистая соединительная ткань с сосудами, нервами, а также содержащимися в ней иммунокомпетентными клетками и фагоцитами.
Строма служит трофическим окружением для паренхиматозных элементов. Под тро́фикой понимают механизмы обеспечения нормальной жизнедеятельности клеток и тканей. Ведущими трофическими механизмами являются (1) кровообращение, (2) иннервация и (3) иммунный ответ, поэтому грубое повреждение этих механизмов трофики может привести к гибели ткани (так называемый непрямой некроз). В зависимости от того, какой механизм трофики нарушен, непрямой некроз подразделяют на инфаркт (при нарушении кровообращения в ткани), трофоневротический некроз (при нарушении инервации) и аллергический некроз (вследствие агрессии иммунокомпетентных клеток и гуморальных факторов иммунной системы).
В некоторых случаях клетки стромы выполняют в органе специфические функции, размывая тем самым границу между понятиями «паренхима» и «строма». Например, интерстициальные клетки стромы мозгового вещества почки продуцируют эйкозаноиды с гипотензивным действием, обеспечивая тем самым одну из эндокринных функций данного органа. Однако в целом подразделение тканевых элементов органов на паренхиматозные и стромальные признано целесообразным.
В патологической анатомии дисметаболические процессы (дистрофии) прежде всего принято классифицировать на паренхиматозные, стромальные (сосудисто-стромальные, «мезенхимальные») и паренхиматозно-стромальные (смешанные).

## Патогенез кумулятивных дистрофий
Различают четыре основных механизма развития кумулятивных дистрофий:
- Инфильтрация
- Декомпозиция (фанероз)
- Аномальный синтез
- Трансформация.

Инфильтрация — проникновение метаболита из крови и лимфы с последующим его накоплением в ткани (например, накопление холестерол-содержащих липопротеинов в интиме артерий при атеросклерозе).
Фанеро́з (декомпозиция) — разрушение клеток и межклеточного вещества с последующей концентрацией в ткани продуктов распада (например, накопление низкомолекулярного гиалуроната вследствие ферментативной деградации протеогликанов при развитии мукоидного набухания).
Аномальный синтез — синтез веществ, не встречающихся в норме (например, образование амилоида).
Трансформация — избыточное образование нормального метаболита (например, увеличение содержания в клетках эпителия почечных канальцев гликогена при сахарном диабете или диабетической фетопатии).

## Деструктивные процессы
Необратимый дистрофический процесс (некробиоз) или смерть организма приводят к разрушению тканевых структур, т.е к деструкти́вным изменениям.
Постнекробиотическая дестру́кция (в отличие от постморта́льной) развивается в живом организме и имеет местный (очаговый) характер. Поскольку ткани состоят из клеток и межклеточного вещества, то деструктивные изменения могут происходить (1) только в клетках, (2) только в межклеточном веществе или (3) одновременно вовлекать клетки и межклеточное вещество. На этом основании выделяют три типа постнекробиотической деструкции: клеточную гибель (разрушаются только клетки), изолированную деградацию межклеточного вещества (клетки при этом остаются жизнеспособными) и некроз (разрушение ткани в целом).
Клетки погибают путём апоптоза (механизм, требующий затрат энергии АТФ) или онкоза (пассивная гибель клетки, чаще при гипоксии на фоне тяжёлого энергодефицита).
Термин «некроз» в последнее время используется в двух значениях: постнекробиотическая деструкция ткани в целом (классическое значение термина) и как синоним онкоза («некроз клетки»). Однако в патологоанатомической практике это понятие применяется в классическом варианте. Кроме того, о клеточной гибели как самостоятельном процессе можно говорить только в случае одновременного разрушения небольшого числа клеток в каком-либо участке ткани. Массивная клеточная гибель, не зависимо от её механизма (онкоз или апоптоз), сопровождается лизисом межклеточного вещества, и следовательно, является компонентом некроза.